# Sylvia Schierbeck
Sylvia Augusta Ida Schierbeck, född Larsen 30 mars 1896 i Köpenhamn, död där 2 februari 1977, var en dansk sångerska. Hon var från 1919 gift med Poul Schierbeck.
Schierbeck var lärjunge till Ellen Beck, Emilie Ulrich och Jules Algier (i Paris). Hon debuterade vid en egen konsert i Köpenhamn 1918 och framträdde därefter ofta som en talangfull sångerska vid flera konserter även i utlandet, Göteborg, Paris och Helsingfors.